# Roland TR-606

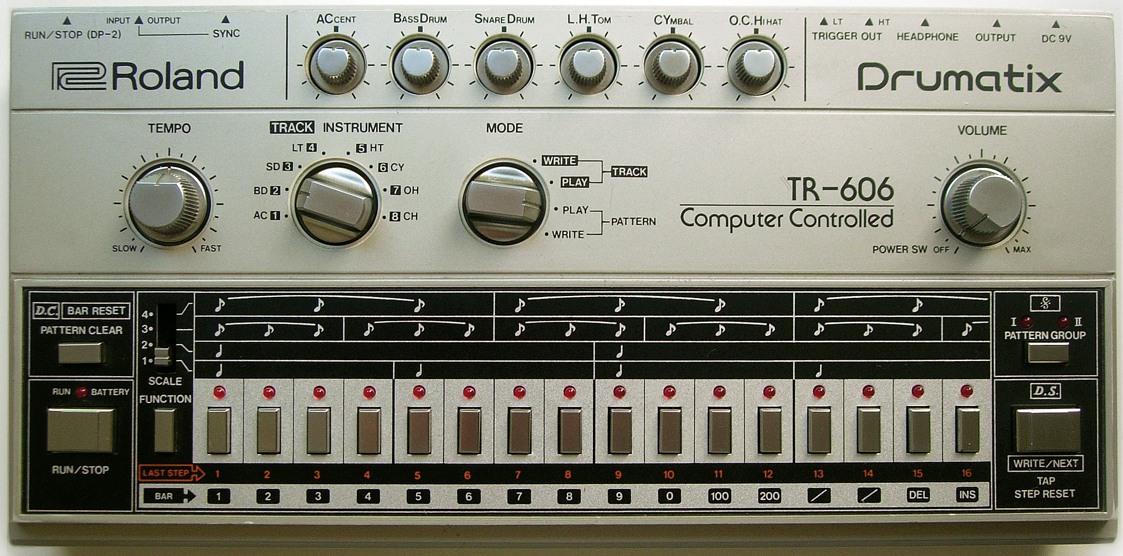
Roland TR-606

La Roland TR-606 Drumatix est une boîte à rythmes analogique programmable fabriquée par la société Roland de 1981 à 1984. Elle était à l'origine conçue pour être utilisée avec la Roland TB-303, un synthétiseur monophonique de basse, afin de fournir un accompagnement élémentaire à des guitaristes jouant seuls. La TR-606 fait partie de la ligne des instruments de musique électronique vintage de Roland particulièrement recherchés par les amateurs et collectionneurs.
Bien que ses ventes aient été au début modestes, l'instrument s'est finalement imposé chez certains des premiers artistes d'acid house notamment. La TR-606 est encore utilisée comme un outil élémentaire par des artistes comme Aphex Twin, Autechre, Plastikman ou Nine Inch Nails, parmi nombre d'autres. En dehors de la scène électronique, l'instrument a également été utilisé au début des années 1980 par l'influent groupe de hardcore Big Black et a fortement contribué à lui conférer le son froid et industriel qui le caractérisait ; il apparaissait sur ses albums crédité sous le nom de « Roland », comme s'il s'était agi d'un membre à part entière du groupe,.
Des notes de services sont disponibles sur Internet Archive.

## Caractéristiques techniques
- 8 sons non modifiables
- Pas de sorties individuelles pour chaque son. Sortie Stéréo et casque
- Synchronisation externe par prise DIN 5 broches (technologie Sync24 de Roland) IN/OUT commutable
- 2 Sorties trigger (LT et HT) pour "déclencher" des séquenceurs analogiques